# Jerzy Urbanowicz (grafik)
Jerzy Urbanowicz (ur. 22 października 1924, zm. 24 marca 1968) – polski grafik, plakacista.

## Życiorys
Jerzy Urbanowicz był absolwentem Państwowej Wyższej Szkoły Sztuk Plastycznych w Łodzi, na której studia ukończył w 1952. Następnie uczył się w Studium Dziennikarskim, w którym był uczniem m.in. Mariana Eile. Później studiował w Studium Reklamy Handlu Zagranicznego. W latach 50. XX w. ożenił się z graficzką Heleną Bohle, z którą zamieszkał przy ul. Przejazd 20 w Łodzi. W 1952 zaangażował się we współpracę z Dziennikiem Łódzkim, w którym objął posadę redaktora i m.in. ilustrował „Ondraszka” Gustawa Morcinka oraz był twórcą części graficznej komiksu „Opowieść o Nowej Hucie”. Ponadto publikował swoje fotografie i rysunki stanowiące ilustracje do reportaży i opowiadań. Był członkiem ZPAP.
Został pochowany na Starym Cmentarzu w Łodzi.

## Wystawy i konkursy
- VII Doroczna wystawa prac członków ZPAP w Łodzi (1952),
- VIII Doroczna wystawa prac członków ZPAP w Łodzi (1953),
- IX Doroczna wystawa prac członków ZPAP w Łodzi (1954),
- Wystawa Miesiąc taniej grafiki w Łodzi (1955),
- Wystawa prac plastyków łódzkich 1945-1955 (1955),
- OWP Warszawa (1955),
- I Ogólnopolska wystawa młodej plastyki, Warszawa (1956),
- Malarstwo-grafika ośmiu autorów, Łódź (1956),
- XI Okręgowa wystawa ZPAP, Łódź (1956),
- Wystawa grafiki użytkowej, Ośrodek Propagandy Sztuki w Łodzi (1957),
- Wystawa okręgowa z okazji XV-lecia ZPAP w Łodzi (1960),
- XVI Doroczna wystawa okręgowa ZPAP, Łódź (1961),
- XVII Doroczna wystawa okręgowa ZPAP w Łodzi (1962/63),
- III Konkurs na grafikę, Łódź (1963, wyróżnienie),
- XVIII Doroczna wystawa okręgowa ZPAP, Łódź (1964),
- Konkurs na plakat turystyczny „Łódź” (1965, II nagroda),
- Wystawa pośmiertna „Jerzy Urbanowicz 1924-1968”, BWA w Łodzi (1968)[1].